# Sydsudan
Sydsudan (engelska: South Sudan), formellt Republiken Sydsudan (engelska: Republic of South Sudan), är en stat i Östafrika. Huvudstaden är Juba. Sydsudan gränsar i norr till Sudan, i söder till Uganda, Kenya och Demokratiska republiken Kongo, i öster till Etiopien och i väster till Centralafrikanska republiken. Nationen bildades 2011 genom utbrytning från Sudan. Området har varit skådeplats för väpnade konflikter under många årtionden.
Mellan 2013 och 2015 utkämpades ett inbördeskrig med rötter i gammal rivalitet mellan de största folkgrupperna Dinka och Nuer. Enligt en rapport från 2018 saknar Sydsudan nästan helt modern infrastruktur och folkmajoriteten lever under svår fattigdom.

## Historia
I januari 2005 slöts fredsavtalet i Naivasha mellan den arabisk-islamistiska regeringen i Khartoum och Sudanesiska folkets befrielsearmé (SPLA), som gav självstyre åt Sydsudan och löftet om en folkomröstning om självständighet i januari 2011. Sydsudan har de facto sedan vapenvilan varit självständigt. Tidigare har det varit två inbördeskrig mellan norra och södra Sudan som startade på grund av oenigheter om makt, lokalt självstyre och om islamska sharia-lagar skulle införas eller inte, i det övervägande icke-muslimska södra Sudan. Inför folkomröstningen var det viktigt att fastställa gränsen mellan norra och södra Sudan och båda parterna i det övergripande fredsavtalet förband sig att godta domstolens beslut som slutgiltigt och bindande gällande gränserna i det omtvistade Abyei-området. Permanenta skiljedomstolen i Haag kom med ett utslag den 23 juli 2009 och därmed var grunden lagd för omröstningen. Den 9 till 15 januari 2011 hölls folkomröstning om självständighet för Sydsudan. Sverige stöttade genomförandet av folkomröstningen med 50 miljoner kronor bland annat i form av valobservatörer. Efter att rösterna räknats i slutet av januari 2011 hade 98,83 procent av de röstande röstat för en delning av Sudan.
Trots den olösta tvisten mellan nord och syd om bland annat regionen Abyei fortsatte förberedelserna i Sydsudan för egen självständighet. Efter förhandlingar under ledning av Sydafrikas förre president Thabo Mbeki meddelade Afrikanska unionen (AU)  den 31 maj 2011 att en överenskommelse hade skett om upprättande av en demilitariserad zon mellan Sudan och Sydsudan i början av juli 2011. Mellan Abyei och södra Kordofanprovinsen fördrevs över 100 000 personer av Khartoumregeringen i norr.
Den 9 juli 2011 utropade Sydsudan sig självständigt från Sudan, och 11 april 2012 avbröt Sudan fredssamtalen med Sydsudan. Fredssamtalen skulle ha genomförts efter att Sydsudan 27 mars anklagade Sudan den för att ha flygbombat i delstaten Unity och efterföljande strider i det omstridda Heglig-området. Sudan och Sydsudan enades i september 2013 att genomföra alla punkter i den fredsöverenskommelse de ingick 2012. Den nya överenskommelsen slöts bara några dagar innan Sudan skulle stoppa leveranserna av sydsudanesisk olja genom Sudan.[källa behövs]
Sydsudans president Salva Kiir avskedade 2013 sin vicepresident Riek Machar efter en maktkamp inom det styrande partiet, Sudan People’s Liberation Movement, och anklagade honom för att ha försökt iscensätta en statskupp. Ett inbördeskrig med etniska förtecken bröt ut 15 december 2013 då presidenten tillhör gruppen dinka och Machar är nuer. Inbördeskriget drev hundratusentals människor på flykt. Hjälpsändningar plundrades av båda sidor och FN anklagade också båda sidor för svåra övergrepp. Efter fem veckors strider tecknades ett avtal om eldupphör i januari 2015, men avtalet löste dock inte det grundläggande problemet med rivaliteten mellan dinka och nuer och sporadiska strider har förekommit efter avtalet ingicks.
Ett fredsavtal skrevs under år 2015 och samtidigt återinstallerades vicepresident Riek Machar på sin post. Freden bestod dock inte, främst på grund av att det förekom splittringen bland rebellerna. I juli år 2016 utbröt strider i Juba, som kom att spridas över landet och därför eskalerade också den redan befintliga flyktingkatastrofen. Vicepresident Machar gick därefter i landsflykt vilket ledde till att rivalen Taban Deng Gai övertog hans post.
FN förklarade hungersnöd i Sydsudan år 2017 som en direkt följd av inbördeskriget, och krisen eskalerade och omfattade år 2019 hälften av landets befolkning. I december 2019 undertecknades ett nytt fredsavtal mellan president Kiir och den tidigare vicepresidenten Machar, vilket väckte hopp om förbättring. År 2020 inrättades en ny koalitionsregering där Salva Kiir blev president och Riek Machar återtog vicepresidentposten.

## Geografi

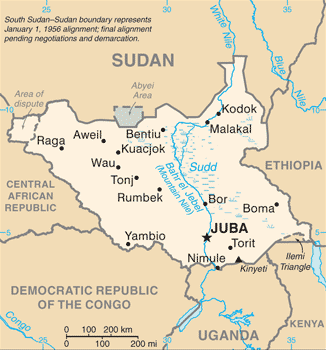
Sydsudan

Större delen av Sydsudan är ett lågland som övergår i högre berg i sydost, och vid gränsen mot Uganda och Etiopien utgörs terrängen mest av savann, träskmarker eller regnskog. 
Sydsudan är bildad från de 10 sydligaste staterna i Sudan och är ett land av expansiv gräsmark, träsk och tropisk regnskog som sträcker sig på båda sidor av Vita Nilen.

## Styre och politik

### Författning och styre

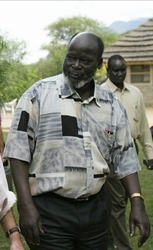
Dr John Garang de Mabior, grundare och fram till sin död ledare för Sudan People's Liberation Army (SPLA).

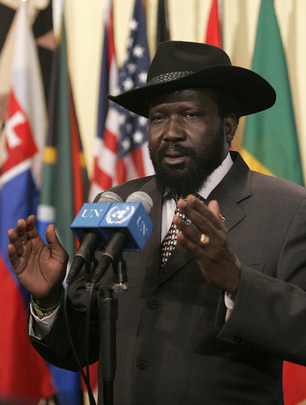
Salva Kiir, president i Sydsudan.

Vid fredsuppgörelsen 2005 bestämdes att Sydsudan skulle vara självstyrande och ett parlament upprättades därför 2005 där det från början endast fanns ett parti representerat, SPLM. Parlamentets talman är James Wani Igga. och numera finns en person i parlamentet som representerar en utbrytargrupp ur SPLM, Sudan People's Liberation Movement for Democratic Change(SPLM-DC), Onyoti Nyikwech Adigo. Han anklagade regeringen för att försvåra registreringen av nya politiska partier. Sydsudans politiska opposition hotade tidigare att bojkotta ett konstitutionellt möte med den förutvarande autonoma regionen Sydsudans president som också var ordförande för SPLM. Detta med anledning av att oppositionen krävde att på mötet få diskutera en ändring av övergångsreglerna inför Sydsudans självständighet. Oppositionen ville efter självständighetsdeklarationen ha en övergångskonstitution som skulle gälla i 18 månader eller 2 år, medan SPLM och därmed regeringen ville ha en fyra års lång övergångsperiod. Dessutom kräver oppositionen att få diskutera maktfördelning inom samhällets officiella institutioner på konstitutionsmötet. Regeringen ville ha decentralisering av makten medan oppositionen vill ha en federal maktfördelning. Oppositionsparlamentsledamoten Onyoti framförde till Gutong News den 28 april 2011 att oppositionen hade skrivit ett brev till den dåvarande autonoma regionen Sydsudans vicepresident dr. Riek Machar med kravet att diskutera en övergångskonstitution vid det kommande konstitutionsmötet.
Regeringen består av både civila och militärer. Andra sydsudanesiska politiska partier är United South Sudan Party(USSP) och South Sudan Democratic Forum (SSDF) Vid valet till president för den autonoma regionen Sydsudan 2010 valdes Salva Kiir med en överväldigande majoritet. Han var också en av Sudans två vicepresidenter under en period. Vid valet till president för Sudan 2009 avstod Kiir från att delta. Detta för att klart markera att han bara stödjer ett självständigt Sydsudan. Han är väldigt populär inom SPLM:s militära kretsar, säger Africa Confidential magazines redaktör Gill Lusk, enligt BBC. Både Kiir och Garang var med och grundade SPLA 1983. Liksom Garang tillhör Kiir den största etniska grupperingen i Sydsudan, dinkastammen men de två tillhör dock två olika släkter och klaner.
2013 avskedade Salva Kiir Mayardit sin vicepresident Riek Machar och anklagade honom för att ha försökt iscensätta en statskupp. Salva Kiir Mayardit tillsatte James Wani Igga som nästa vicepresident.

### Administrativ indelning

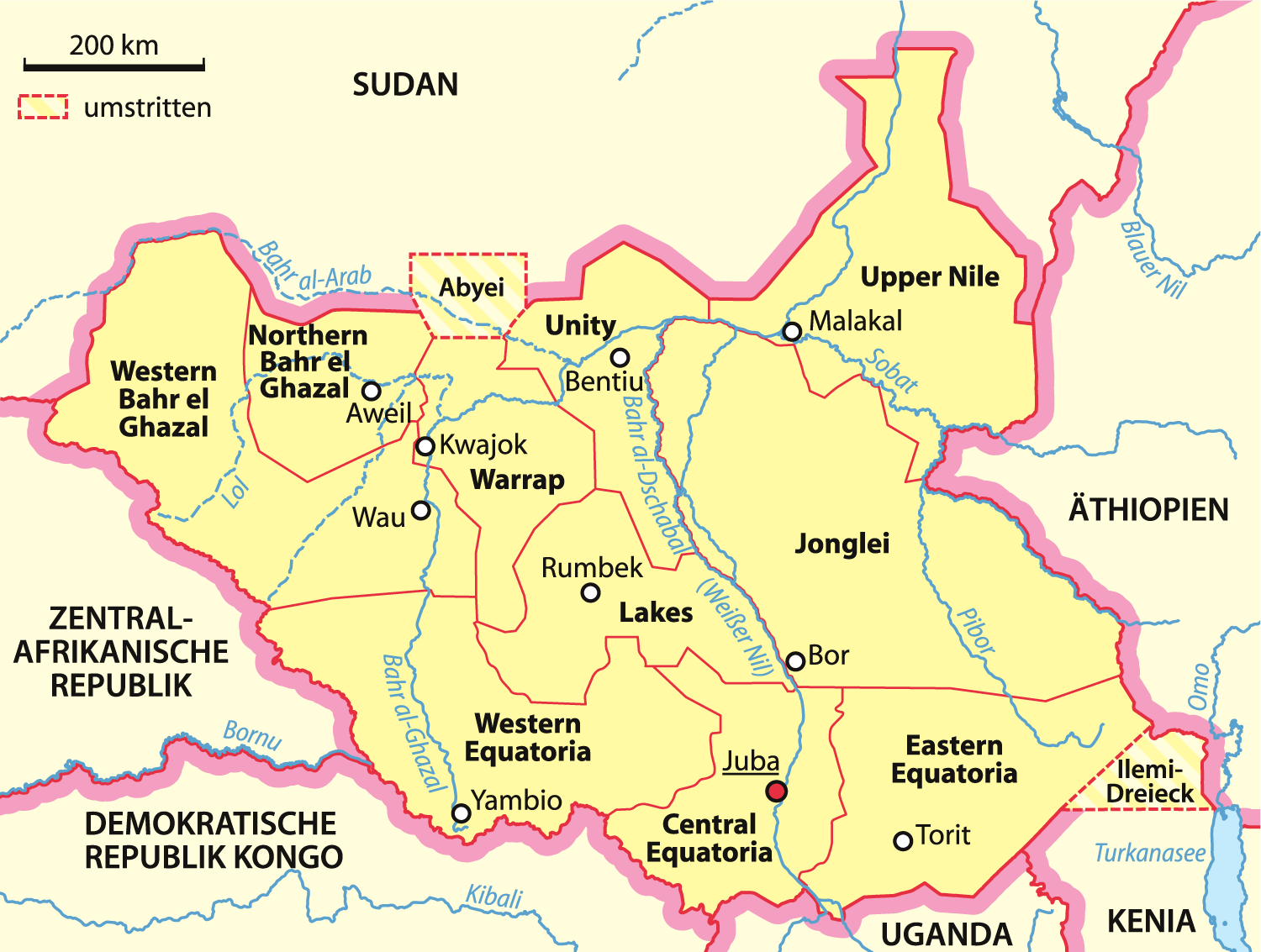

Sydsudan består av följande tio delstater (namn på arabiska inom parentes):
- Central Equatoria (al-Istiwa'iyya al-Wusta)
- Eastern Equatoria (Sharq al-Istiwa'iyya)
- Jonglei (Junqali)
- Lakes (al-Buhayrat)
- Northern Bahr el Ghazal (Shamal Bahr al-Ghazal)
- Unity (al-Wahdah)
- Upper Nile (A'ali an-Nil)
- Warrap (Warab)
- Western Bahr el Ghazal (Gharb Bahr al-Ghazal)
- Western Equatoria (Gharb al-Istiwa'iyya)

Omstritt:
- Abyei är ett distrikt och område i Södra Kordofan som både Sydsudan och Sudan gör anspråk på.

## Ekonomi och infrastruktur
Den 23 mars 2009 meddelade The Los Angeles Times att Sydsudans regering för första gången hade godkänt införandet av inkomstskatt för sina medborgare, som är bland de fattigaste i Afrika.
Olja och bistånd utgör idag grunden för den sydsudanesiska ekonomin. Den sociala och ekonomiska utvecklingen i landet drabbades hårt av inbördeskriget som inleddes i slutet av 2013. Sydsudan är bland de fattigaste och minst utvecklade länderna i världen, vilket gör det svårt att effektivt utnyttja oljeresurserna. Detta faktum låg bakom överenskommelsen mellan Sydsudan och Sudan där länderna 2005 bestämde sig för att dela jämnt på inkomsterna från oljan, i utbyte mot att Sudans infrastruktur, i form av raffinaderier och hamnar för utskeppning av olja med fartyg, kunde användas. Råvaran kom alltså till stor del från Sydsudan, men transporterades med pipelines till Sudan, där den raffinerades. Överenskommelsen om oljeinkomster fattades efter det andra sudanesiska inbördeskriget och varade till den 9 juli 2011, då den löpte ut i samband med Sydsudans självständighetsförklaring. Sudans regeringsparti National Congress Partys (NCP:s) representant Ibrahim Gandor framförde den 7 juli 2011 att oljeinkomsterna år 2000 och 2001 utgjorde nära 46 procent av Sudans inkomster. Han och Sudan sökte förnya det gamla avtalet om att dela 50/50 på inkomsterna från oljan. Sydsudan och SPLM hade dock en annan uppfattning; "Det måste definitivt bli ett nytt avtal som kommer skilja sig från det nuvarande fördelningsavtalet. 85 procent av oljan produceras i söder och tillhör söder (läs: Sydsudan)", sade SPLM-representanten Yassir Arman till SVT:s reporter Samir Abu Eid den 7 juli 2011.
De delade meningarna angående oljeavtalet innebar att inget egentligt nytt avtal kunde fattas, tills att den sydsudanesiska regeringen i januari 2012 drastiskt skar ner på oljeproduktionen i landet, som en reaktion på höga avgifter från Sudans håll. Under det efterföljande sydsudanesiska inbördeskriget tog mycket stridande plats på oljefälten, varvid oljeproduktionen förblev kraftigt nedsatt. Efter vapenvilan 2015 har dock oljeproduktionen ökat igen. 
Ett stort problem för Sydsudans ekonomi är korruption; den stora majoriteten av olje- och biståndspengarna hålls inom Juba, varvid större delen av befolkningen lever i fattigdom, och nästan fyra femtedelar av invånarna är beroende av jordbruk eller djurhållning för sin försörjning.

### Näringsliv

#### Industri
Tillverkningssektorn har historiskt sett varit liten, utvecklingen hindras av sådana faktorer som det långvariga inbördeskriget samt de svåra bristerna på utbildad arbetskraft och råvaror. Med undertecknandet av CPA 2005, började GoSS att se mot utveckling och expansion inom denna sektor. Det finns viss produktion av öl, läsk, socker och andra livsmedelsprodukter. Bristen på grundläggande infrastruktur på många nyckelområden ledde till stor tillväxt för byggbranschen, samtidigt som förberedelser gjordes för självständighet. Oljan som pumpas från de lukrativa oljefälten måste förädlas men det finns inga fungerande oljeraffinaderier i landet.

#### Tjänster och turism
Den spirande tjänstesektorn består främst av statsanställda och småföretag, till stor del affärer och restauranger, som har öppnat i Sydsudan sedan undertecknandet av 2005 CPA. Sydsudan visar lovande potential för en lukrativ turistnäring , eftersom landet är känt för sin naturskönhet och den vilda mångfalden av djur och växter och är hem för många nationalparker samt viltreservat. Regeringen har uppmuntrat framväxten av en spirande hotell- och besöksnäring som är mycket behövlig för att stödja tillväxten av turism.

### Handel
Efter självständigheten har den sydsudanesiska handelsbalansen med utlandet gjort starka framträdande svängningar. Situationen varierar mellan dryga underskott och betydande överskott, beroende på hur stor oljeexporten har varit.

### Infrastruktur

#### Transporter
De flesta av landets vägar är helt oasfalterade och detta gäller även de större vägar som förbinder huvudstaden Juba med övriga delar av landet samt grannländerna.[källa behövs]
Sydsudans järnvägsnät består av en 248 kilometer lång enkelspårslinje som förbinder staden Wau med Sudans järnvägsnät. Den byggdes mellan åren 1959 och 1962 och är smalspårig (1 067 mm). Järnvägen förstördes under inbördeskriget, men kunde renoveras med hjälp av pengar från en FN-fond. Det finns framtida planer på att förlänga nätet till huvudstaden Juba samt grannländerna Kenya och Uganda samt eventuellt även till Etiopiens huvudstad Addis Abbeba.
Landets största flygplats ligger i Juba och har förbindelser med bland annat Entebbe, Nairobi, Kairo, Addis Abeba och Khartoum. Juba flygbas är bas för flygbolaget Feeder Airlines.[källa behövs]

## Befolkning

### Demografi
Den nuvarande befolkningen i Sydsudan är 13 079 372 (den 19 juni 2017), baserat på de senaste FN-beräkningarna. Befolkningen i landet motsvarar 0,17 procent av världens totala befolkning och Sydsudan rankas med avseende på befolkningen storlek som nummer 75 av världens länder.
18,9 procent av befolkningen är urban (2 481 364 personer år 2017)
Medianåldern i Sydsudan är 18,7 år.

#### Minoriteter
Sydsudan är  ett mångspråkigt och multietniskt land och bland de största etniska grupperna finns dinka, nuer och shilluk.
Folket i Sydsudan är främst afrikaner som för det mesta är kristna eller följer traditionella afrikanska religioner. Den största etniska gruppen är dinka, som utgör cirka två femtedelar av befolkningen, följt av Nuer, som utgör ungefär en femtedel. Andra grupper inkluderar zande, bari, shilluk och anywa (anwak). Det finns även en liten arabisk befolkning i landet.
I Sydsudan lever många olika nilotiska folkslag och i den yttersta södern, vid gränsen till Uganda lever bl.a. acholierna och lotuhuerna. Nuer och dinka är två etniciteter som har dominerat politiskt i Sydsudan efter 2005 års de facto-självständighet från den tidigare regimen i Sudans huvudstad Khartoum. De två folkslagen är de största folkgrupperna i Sudan.

#### Migration
Som en följd av striderna som pågått i landet befann sig år 2017 1,8 miljoner flyktingar och asylsökande från Sydsudan i grannländerna.

### Religion
Sydsudan har ingen statsreligion. Författningen erkänner alla religioner och slår fast att stat och religion ska hållas åtskilda. De flesta av invånarna i landet är kristna eller har traditionella religioner med inslag av andetro och förfädersdyrkan. Nästan två tredjedelar av invånarna i södra delen utövar inhemska traditionella religioner.
På 1980-talet när Sydsudan fortfarande var en del av Sudan gjorde centralregeringen i norr flera försök att införa islam i södern. Söderns motstånd mot islamiseringen var en drivkraft i inbördeskriget 1983–2005.
Kristna, främst romersk-katolska, anglikanska och presbyterianska, står för cirka tre femtedelar av Sydsudans befolkning. Kristendomen är ett resultat av europeiska missionärsinsatser som inleddes under andra hälften av 1800-talet. Resten av befolkningen är en blandning av muslimer och de som följer traditionella animistiska religioner, varav den senare gruppen är större än den föregående. Trots att animisterna delar några gemensamma drag av religiös tro, har varje etnisk grupp sin egen inhemska religion. Nästan alla södra Sudans traditionella afrikanska religioner delar uppfattningen om en hög ande eller gudomlighet, som vanligtvis är en skapande gud. Det finns två uppfattningar om universum: det jordiska och det himmelska, eller det synliga och det osynliga. Den himmelska världen ses som befolket av andliga varelser vars funktion är att tjäna som mellanhänder eller budbärare av gud; När det gäller de nilotiska folken identifieras dessa andar med förfäderna.
Kristendomen är den dominerande religionen i landet och cirka tre femtedelar av befolkningen är kristna. Den koptiska ortodoxa kyrkan var den första kyrkan som etablerades i Sydsudan år 350, med cirka tre tusen medlemmar enligt en ungefärlig beräkning. Ungefär halva befolkningen tillhör till den katolska kyrkan som startade sin verksamhet år 1913. Drygt en sjundedel av befolkningen tillhör den sudanesiska episkopala kyrkan. Den första evangelikala kyrkan etablerades år 1899. I Sydsudan finns också små grupper av baptister, mormoner, presbyterianer, Jehovas vittnen, anglikaner och pingstvänner. Det förekommer också oberoende afrikanska kyrkor, de flesta har evangelisk karaktär. Ca en tredjedel av befolkningen tror på traditionella inhemska afrikanska religioner. Medan drygt sex procent av befolkningen betraktar sig som muslimer.  
Situationen mellan kristna och muslimer har blivit bättre och ledarna från de stora religiösa grupperna i landet är närvarande vid offentliga ceremonier vilket är ett tecken på ökad tolerans och respekt.
Religionsfriheten är garanterad enligt den sydsudanesiska konstitutionen, och har ökat sedan fredsuppgörelsen 2005. Enligt konstitutionen ska alla behandlas lika och alla religioner har rätten att undervisa om och i religion, fira sina religiösa högtidsdagar samt utbilda sitt eget prästerskap. Däremot är användningen av religion eller religiös tro i splittrande syfte förbjudet.

### Språk
Det officiella språket är engelska och runt huvudstaden Juba används ofta även en lokal variant av arabiska som lingua franca (kreolsk arabiska). Sydsudan bebos dock av fler än 200 olika folkgrupper, vilket innebär att det även talas många olika lokala afrikanska språk. De olika språken är ofta relativt små och talas i många fall enbart av några tusentals personer. Det största av de inhemska språken är dinka med 2–3 miljoner talare. Dinka är ett västnilotiskt språk som är nära besläktat med Sydsudans näst största språk nueriska och något mindre besläktat med shilluk. De största östnilotiska språken är bari och otuho, några andra större språk i landet är zande, ubangi och jur modo.

## Kultur

### Massmedier
Sydsudans massmedier står inför enorma logistiska, ekonomiska, sociala och politiska utmaningar. Nyhetsinsamling kan vara svårt och kommunikationsinfrastrukturen är dålig.[källa behövs] Mediefriheten är bräcklig. Beväpnade grupper, svaga rättsliga institutioner och politiskt tryck underminerar den fria rapporteringen. Journalister riskerar att bli arresterade över rapporter som kritiserar regeringen och det styrande partiet. Det har förekommit anfall mot tidningar och att myndigheter avbrutit  distribution av tidningar.

#### Press och förlag
Tidningar rankas tvåa i popularitet trots att det är dyrt för lokalbefolkningen att köpa dessa. De flesta publicerar på engelska och trycks i Uganda eller Kenya. Juba Monitor är oberoende dagligen publicerad tidning av Grand Africa. Tidningen är baserad i Sydsudans huvudstad, Juba.

#### Radio och television
Radio är det mest populära mediet. Privata stationer, en del med utländsk finansiering, har dykt upp. Det finns ett nationellt statligt drivet nätverk, och alla tio delstater har var sin radiostation. Den katolska kyrkan och Internews, en USA-baserad medieutvecklingsorganisation, är nyckelaktörer på radioscenen.  BBC World Service sänder till Juba på 90 FM (arabiska) och 88,2 FM (engelska).
Den statliga televisionen SSBC (South Sudan Broadcasting Corporation) har liten konkurrens. Utvecklingen av TV hindras av en begränsad el- och telekominfrastruktur, samt fattigdom. 

### Konstarter

#### Musik och dans
I den Azandiska kulturen spelar sång, instrumentalmusik och dans en viktig roll. Det vanligaste traditionella musikinstrumentet är ett litet, bågformat, harpa-liknande instrument som ofta är dekorerat med ett litet ristat människohuvud i ena änden. Folket brukar också tillverka en rad andra instrument, och de flesta instrumenten har människo- eller djur-former. Ett av de azandiska instrumenten är ett mandolin-liknande stränginstrument med en mänsklig gestalt. Ett annat instrument är Sanza som är tillverkat av trä el. ihåliga kalebasser. Sanza liknar en xylofon men har formen av dansande kvinna, med armar och ben som sticker ut från instrumentet.
Under det sudanesiska inbördeskriget flydde många sydsudaneser till grannländer som Uganda, Etiopien och Kenya. Den arabiska kulturen fick stor inflytande över dessa sydsudaneserna, precis som sudaneser i norra delen av Sudan. Däremot har sydsudaneserna arbetat hårt för att bevara sin musiktradition så att patriotismen ska föras vidare till de kommande generationerna. 
Dinka folket är den största etniska gruppen i landet och folket är känt för sin poesi som framförs med musikaliskt ackompanjemang. Azande-folket har istället en lång tradition av historieberättandet som framförs på ett musikaliskt sätt. 
Under 1970-talet var Rejaf Jazz och Skylarks de största banden i landet. Nu för tiden är popmusiken oerhört viktig eftersom den används för att fira självständigheten.

### Idrott
Sydsudans fotbollslandslag spelade sin första match mot Tusker FC, ett klubblag från Kenya, i Juba, och matchen slutade 1-3. Khamis Leyano gjorde det historiska första målet för Sydsudan. Sydsudans fotbollsförbund blev medlem i Fifa den 25 maj 2012.
Sydsudans basketlandslag spelade sin första match mot Uganda den 10 juli 2011. Sydsudans basketförbund kommer att ansöka om medlemskap i FIBA. Laget har flera stora stjärnor, exempelvis Luol Deng (som spelar för Chicago Bulls i NBA), Ater Majok (som är draftad av Los Angeles Lakers i NBA 2011) och Deng Gai (som spelat i NBA för Philadelphia 76ers).[källa behövs]

## Internationella rankningar
| Organisation                                | Undersökning                   | Rankning   |
| ------------------------------------------- | ------------------------------ | ---------- |
| Heritage Foundation/The Wall Street Journal | Index of Economic Freedom 2019 | N/A        |
| Reportrar utan gränser                      | Pressfrihetsindex 2019         | 139 av 180 |
| Transparency International                  | Korruptionsindex 2018          | 178 av 180 |
| FN:s utvecklingsprogram                     | Human Development Index 2018   | 186 av 189 |